# Liste der Kulturdenkmale in Schönefeld-Ost
Die Liste der Kulturdenkmale in Schönefeld-Ost enthält die Kulturdenkmale des Leipziger Ortsteils Schönefeld-Ost, die in der Denkmalliste vom Landesamt für Denkmalpflege Sachsen mit Stand 2017 erfasst wurden.

## Legende
- Bild: Bild des Kulturdenkmals, ggf. zusätzlich mit einem Link zu weiteren Fotos des Kulturdenkmals im Medienarchiv Wikimedia Commons. Wenn man auf das Kamerasymbol klickt, können Fotos zu Kulturdenkmalen aus dieser Liste hochgeladen werden:
- Bezeichnung: Denkmalgeschützte Objekte und ggf. Bauwerksname des Kulturdenkmals
- Lage: Straßenname und Hausnummer oder Flurstücknummer des Kulturdenkmals. Die Grundsortierung der Liste erfolgt nach dieser Adresse. Der Link (Karte) führt zu verschiedenen Kartendiensten mit der Position des Kulturdenkmals. Fehlt dieser Link, wurden die Koordinaten noch nicht eingetragen. Sind diese bekannt, können sie über ein Tool mit einer Kartenansicht einfach nachgetragen werden. In dieser Kartenansicht sind Kulturdenkmale ohne Koordinaten mit einem roten bzw. orangen Marker dargestellt und können durch Verschieben auf die richtige Position in der Karte mit Koordinaten versehen werden. Kulturdenkmale ohne Bild sind an einem blauen bzw. roten Marker erkennbar.
- Datierung: Baubeginn, Fertigstellung, Datum der Erstnennung oder grobe zeitliche Einordnung entsprechend des Eintrags in der sächsischen Denkmaldatenbank
- Beschreibung: Kurzcharakteristik des Kulturdenkmals entsprechend des Eintrags in der sächsischen Denkmaldatenbank, ggf. ergänzt durch die dort nur selten veröffentlichten Erfassungstexte oder zusätzliche Informationen
- ID: Vom Landesamt für Denkmalpflege Sachsen vergebene, das Kulturdenkmal eindeutig identifizierende Objekt-Nummer. Der Link führt zum PDF-Denkmaldokument des Landesamtes für Denkmalpflege Sachsen. Bei ehemaligen Kulturdenkmalen können die Objektnummern unbekannt sein und deshalb fehlen bzw. die Links von aus der Datenbank entfernten Objektnummern ins Leere führen. Ein ggf. vorhandenes Icon  führt zu den Angaben des Kulturdenkmals bei Wikidata.

## Liste der Kulturdenkmale in Schönefeld-Ost
| Bild                                    | Bezeichnung | Lage                                                                   | Datierung | Beschreibung | ID       |
| --------------------------------------- | --- | ---------------------------------------------------------------------- | --- | --- | -------- |
| Direkt Bild zu diesem Denkmal hochladen | Drei Reihenhäuser einer Wohnanlage, mit originalen Wegebelägen nebst Zugangstreppen in den Vorgärten und Vorgarten Bautzner Straße 55 | Bautzner Straße 33; 35; 37; 39; 41; 43; 45; 47; 49; 51; 53; 55 (Karte) | 1954–1957 (Reihenhaus), 1954–1957 (Vorgarten)                                                                                               | Putzfassade mit Bruchsteinsockel, bemerkenswertes Dokument sozialistischen Wohnungsbaues in den 1950er Jahren (Typenbauten, Typ 511 und 32), erbaut für die Arbeiterwohnungsbaugenossenschaft (AWG) des VEB Starkstromanlagenbau Leipzig, wissenschaftlich- dokumentarisch und architekturgeschichtlich von Interesse | 09260145 |
| Weitere Bilder                          | Handschwengelpumpe Gorkistraße | Gorkistraße (Karte)                                                    | 1915 (Handschwengelpumpe) | Handschwengelpumpe (Typ Vogelkäfig) mit Brunnenschacht und Abdeckplatte; Ecke Gorkistraße/Volksgartenstraße, Teil der Sachgesamtheit: „Handschwengelpumpen Leipzig“ (siehe Objekt-ID: 09300441) – weitere siehe Liste der Handschwengelpumpen in Leipzig; originalgetreu rekonstruiert; ortsgeschichtlich von Bedeutung | 09260098 |
| Weitere Bilder                          | Schule mit Vorgarten | Gorkistraße 15 (Karte)                                                 | 1898 (Schule) | Klinkerfassade mit Sandsteinportal, gusseisernes Treppenhaus, wirkungsvoller Bildungsbau in städtebaulich exponierter Lage, baugeschichtlich und sozialgeschichtlich von Bedeutung | 09260038 |
| Weitere Bilder                          | Friedhof Schönefeld, Sachgesamtheit                                                                                                   | Gorkistraße 19; 21 (Karte)                                             | bezeichnet 1744, im Kern (Friedhofsbauten), 1856–1858, bezeichnet 1857 (Friedhofskapelle), 1897 (Leichenhalle), 1909 (Erweiterung Friedhof) | Friedhof Schönefeld, mit folgenden Einzeldenkmalen: Kapelle, Grabmäler, Leichenhalle und Urnenanlage der Mariannenstiftung (Einzeldenkmalliste – Obj. 09260535), weiterhin gärtnerisch gestaltete Friedhofsanlage sowie mit folgendem Sachgesamtheitsteilen: schmiedeeiserne Grabmaleinfassungen und zwei Nebengebäude am Friedhofszugang sowie Einfriedungsmauer; die beiden Verwaltungsgebäude am Hauptzugang wurden 2002 neu erbaut (ehemals dort zwei Bauten von 1744), baugeschichtlich, gartenhistorisch und ortsgeschichtlich von Bedeutung | 09305927 |
| Weitere Bilder                          | Friedhof Schönefeld, Einzeldenkmale                                                                                                   | Gorkistraße 19; 21 (Karte)                                             | 1856–1858, bezeichnet 1857 (Friedhofskapelle), 1897 (Leichenhalle)                                                                          | Friedhof Schönefeld, Einzeldenkmale o. g. Sachgesamtheit: Kapelle, Grabmäler, Leichenhalle und Urnenanlage der Mariannenstiftung (siehe auch Sachgesamtheitsdokument – Obj. 09305927); neogotische Kapelle, Leichenhalle markanter Klinkerbau, baugeschichtlich und ortsgeschichtlich von Bedeutung | 09260535 |
| Weitere Bilder                          | Zwei Schulgebäude, mit Vorgarten und Einfriedung sowie Wegepflasterung                                                                | Gorkistraße 25 (Karte)                                                 | 1878 (Schule), 1892 (Schulerweiterung) | Putzfassade mit Sandstein- und Formsteingliederung, wirkungsvoller Bildungsbau in exponierter Lage, Zeugnis der Ortsentwicklung, baugeschichtlich und sozialgeschichtlich von Bedeutung | 09260004 |
|                                         | Mietshaus in halboffener Bebauung und in Ecklage                                                                                      | Gorkistraße 27 (Karte)                                                 | um 1905 (Mietshaus) | mit Laden, Kopfbau mit halbkreisförmigen Eckerkern, Putzfassade, baugeschichtlich von Bedeutung | 09260096 |
| Direkt Bild zu diesem Denkmal hochladen | Mietshaus in geschlossener Bebauung                                                                                                   | Gorkistraße 29 (Karte)                                                 | um 1880 (Mietshaus) | Klinkerfassade, Jugendstil-Schablonenmalerei im Treppenhaus, baugeschichtlich von Bedeutung | 09260091 |
| Direkt Bild zu diesem Denkmal hochladen | Mietshaus in geschlossener Bebauung                                                                                                   | Gorkistraße 31 (Karte)                                                 | um 1885 (Mietshaus) | mit Tordurchfahrt, Klinkerfassade mit Erker, Schablonenmalerei im Innern, baugeschichtlich von Bedeutung | 09260092 |
| Direkt Bild zu diesem Denkmal hochladen | Wohnhaus in offener Bebauung | Gorkistraße 45 (Karte)                                                 | um 1870 (Wohnhaus) | ehemals mit Laden, zweigeschossiger frühgründerzeitlicher Putzbau, Satteldach mit zwei Dachhäuschen, ortsentwicklungsgeschichtlich von Bedeutung | 09260093 |
| Direkt Bild zu diesem Denkmal hochladen | Mietshaus in offener Bebauung und in Ecklage, Waschhausgebäude im Hof                                                                 | Gorkistraße 51 (Karte)                                                 | um 1885 (Mietshaus) | mit Eckladen, historisierende Klinker-Putz-Fassade, Eckerker, baugeschichtlich von Bedeutung | 09260103 |
| Direkt Bild zu diesem Denkmal hochladen | Wohnhaus in offener Bebauung und in Ecklage, mit Vorgarten                                                                            | Heinrich-Büchner-Straße 2 (Karte)                                      | um 1935 (Wohnhaus) | Putzfassade mit Standerker, baugeschichtlich von Bedeutung | 09260144 |
| Weitere Bilder                          | Mietshaus in halboffener Bebauung | Löbauer Straße 59 (Karte)                                              | um 1920 (Mietshaus) | Putzfassade, zwei Erker, im traditionalistischen Stil, baugeschichtlich von Bedeutung | 09260104 |
| Weitere Bilder                          | Doppelmietshaus in geschlossener Bebauung                                                                                             | Löbauer Straße 61; 63 (Karte)                                          | um 1920 (Doppelmietshaus) | Putzfassade, zwei Erker, im traditionalistischen Stil, baugeschichtlich von Bedeutung | 09260105 |
| Weitere Bilder                          | Mietshaus in geschlossener Bebauung und in Ecklage                                                                                    | Löbauer Straße 65 (Karte)                                              | um 1920 (Mietshaus) | Putzfassade, im traditionalistischen Stil, originale Jalousienblenden, baugeschichtlich von Bedeutung | 09260099 |
| Direkt Bild zu diesem Denkmal hochladen | Gesellschaftshaus in offener Bebauung, ehemals Vereinshaus eines Gartenvereins                                                        | Schulzeweg 1 (Karte)                                                   | 1927 (Vereinshaus) | markante Putzfassade, ortsgeschichtlich und baugeschichtlich von Interesse | 09260151 |
|                                         | Gedenkstätte für die Opfer des Faschismus, mit Obelisk, Umgebungsmauer, Podest, Zierkirschenallee, drei Platanen und Wiesenfläche     | Theklaer Straße (Karte)                                                | 1958 (Denkmal) | nahe der alten Ortslage Abtnaundorf, zur Erinnerung für Widerstandskämpfer gegen den Nationalsozialismus, die am 18. April 1945 hier ermordet wurden, Geschichtswert, Zeugniswert, Bedeutung für die Volksbildung | 09260369 |
| Weitere Bilder                          | Apelstein Nr. 30 (V) | Theklaer Straße 42 (vor) (Karte)                                       | bezeichnet 1863 (Gedenkstein) | nahe der alten Ortslage Abtnaundorf, Gedenkstein zur Erinnerung an die Kämpfe der Völkerschlacht bei Leipzig 1813, Eroberung der Ortschaft Schönefeld am 18. Oktober durch 30.000 Mann unter dem russischen General Langeron, geschichtlich von Bedeutung | 09294134 |
| Weitere Bilder                          | Deutsche Bahn AG; Bahnhof Leipzig-Thekla: Bahnhofs-Empfangsgebäude (Nr. 110) und Stellwerk (Nr. 112)                                  | Theklaer Straße 110; 112 (Karte)                                       | 1905 (Empfangsgebäude) | Bahnhofsgebäude Putzfassade mit Natursteingliederung, baugeschichtlich, ortsgeschichtlich und verkehrsgeschichtlich von Bedeutung | 09260368 |
| Weitere Bilder                          | Apelstein Nr. 41 (N) | Torgauer Straße (Karte)                                                | bezeichnet 1863 (Gedenkstein) | Apelstein im Volksgarten Sellerhausen, Gedenkstein zur Erinnerung an die Kämpfe der Völkerschlacht bei Leipzig 1813, französische Verteidigungslinie im Nordosten unter Marschall Ney, geschichtlich von Bedeutung | 09305883 |
| Weitere Bilder                          | Volkspark mit Wasserbecken | Torgauer Straße (Karte)                                                | 1894–1895 (Volksgarten) | alte Ortslage Sellerhausen, Park begrenzt von Volksgartenstraße und Bahngleisen, mit historischem Wegenetz und altem Gehölzbestand, Entwurf der Anlage durch Stadtgartendirektor Wittenberg, gartenhistorische Bedeutung | 09260152 |
| Weitere Bilder                          | Wasserturm und Pumpenhaus | Torgauer Straße 246 (Karte)                                            | 1906 (Wasserturm) | Wasserturm und Pumpenhaus eines ehemaligen kleinen Bahnbetriebswerkes (Klinker-Putz-Fassade; Behälterverkleidung mit Eisenbeton); südlich neben Torgauer Straße | 09291125 |
| Weitere Bilder                          | Mietshaus in halboffener Bebauung, mit seitlicher Toreinfahrt                                                                         | Volksgartenstraße 4 (Karte)                                            | um 1910 (Mietshaus) | Putzfassade mit Kastenerker, baugeschichtlich von Bedeutung | 09260097 |
| Weitere Bilder                          | Mietshaus in geschlossener Bebauung                                                                                                   | Volksgartenstraße 6 (Karte)                                            | um 1910 (Mietshaus) | Putzfassade, mit Balkonen auf der Hofseite, baugeschichtlich von Bedeutung | 09260095 |
| Weitere Bilder                          | Mietshaus in geschlossener Bebauung                                                                                                   | Volksgartenstraße 8 (Karte)                                            | um 1910 (Mietshaus) | Putzfassade, mit Balkonen auf der Hofseite, baugeschichtlich von Bedeutung | 09260094 |
| Weitere Bilder                          | Mietshaus in halboffener Bebauung | Volksgartenstraße 9 (Karte)                                            | um 1900 (Mietshaus) | mit Tordurchfahrt, Klinkerfassade mit Formsteingliederung, baugeschichtlich von Bedeutung | 09260003 |
| Weitere Bilder                          | Mietshaus in geschlossener Bebauung                                                                                                   | Volksgartenstraße 10 (Karte)                                           | um 1910 (Mietshaus) | Putzfassade, baugeschichtlich von Bedeutung | 09260102 |
| Weitere Bilder                          | Mietshaus in geschlossener Bebauung                                                                                                   | Volksgartenstraße 11 (Karte)                                           | um 1900 (Mietshaus) | Klinkerfassade mit Formsteingliederung, baugeschichtlich von Bedeutung | 09260002 |
| Weitere Bilder                          | Mietshaus in geschlossener Bebauung                                                                                                   | Volksgartenstraße 12 (Karte)                                           | um 1910 (Mietshaus) | Putzfassade, baugeschichtlich von Bedeutung | 09260101 |
| Weitere Bilder                          | Mietshaus in halboffener Bebauung in Ecklage                                                                                          | Volksgartenstraße 13 (Karte)                                           | um 1930 (Mietshaus) | Putzfassade, zwei Erker, farbige Treppenhausfenster, mit Balkons zum Hof, baugeschichtlich von Bedeutung | 09260001 |
| Weitere Bilder                          | Mietshaus in geschlossener Bebauung                                                                                                   | Volksgartenstraße 14 (Karte)                                           | um 1910 (Mietshaus) | Putzfassade, baugeschichtlich von Bedeutung | 09260100 |
|                                         | Umspannwerk | Volksgartenstraße 49 (Karte)                                           | 1930er Jahre (Umspannwerk) | mehrflügeliger Baukörper eines Elektrizitätswerks, Putzfassade, technikgeschichtlich von Bedeutung | 09260150 |

## Ehemalige Kulturdenkmale
| Bild                                    | Bezeichnung       | Lage            | Datierung               | Beschreibung                                     | ID       |
| --------------------------------------- | ----------------- | --------------- | ----------------------- | ------------------------------------------------ | -------- |
| Direkt Bild zu diesem Denkmal hochladen | Gefallenendenkmal | Theklaer Straße | nach 1918 (Gedenkstein) | Gefallenendenkmal (Granitfindling mit Inschrift) | 09260913 |